# Водь

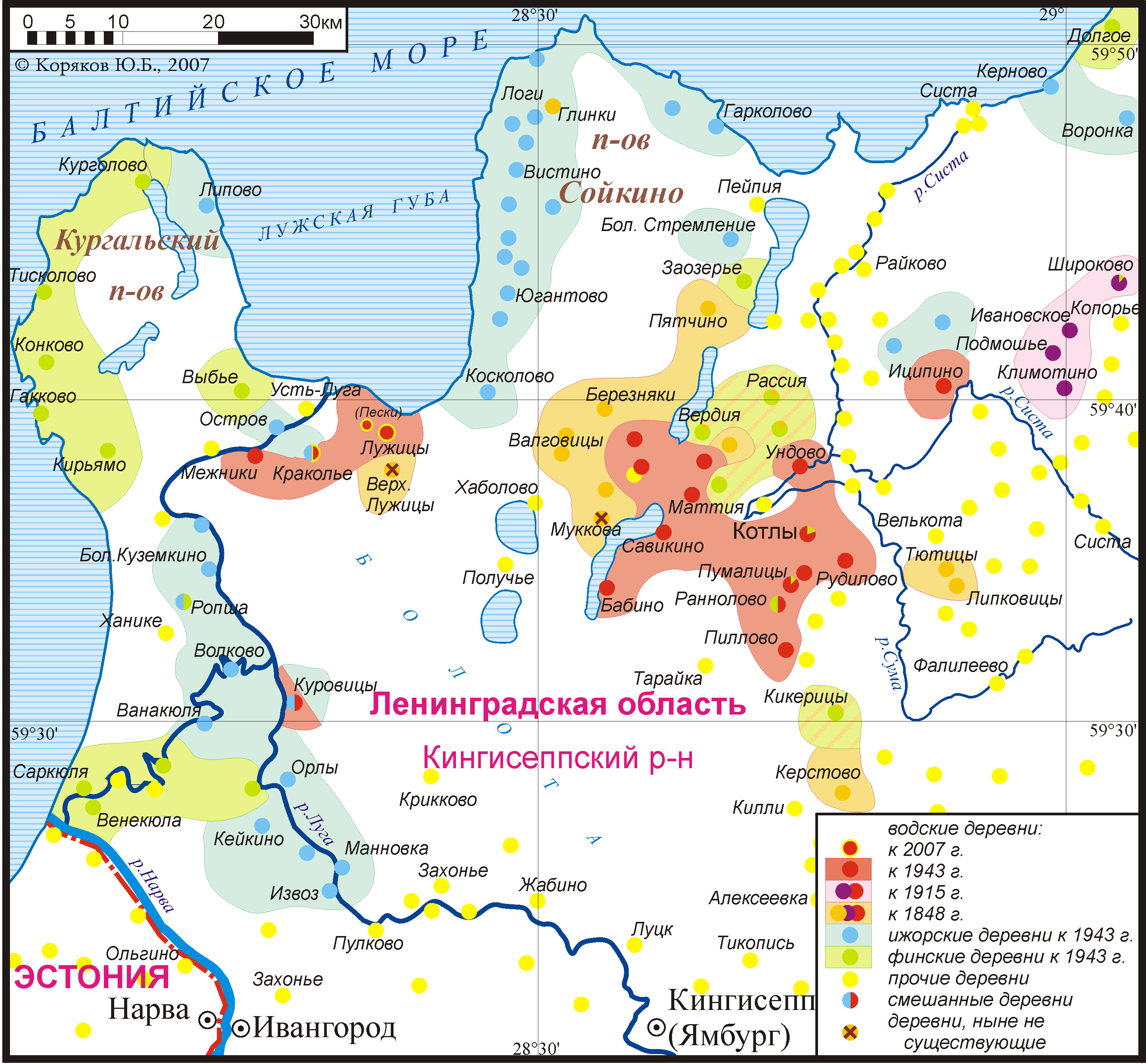
Карта розселення воді та сусідніх іжорськіх і фінськіх сіл в 1848—2007 роках.

Водь (самоназва ва́ддялайзид (водськ. vaďďalaizõd), вадьякко, водь, рідк. вожане) — нечисленний фінно-угорський народ, поширений в межах території Російської Федерації та Естонії, мешканці Інґрії (Інґерманландія).

## Розселення
Водь мешкають переважно на півночі Кінгісеппського району Ленінградської області, а також на північному сході Естонії. Головний населений пункт проживання — село Кракольє (Jõgõperä /Йигиперя/). Кількість близько 70 осіб.

## Походження та історія
Водь — одне з найдревніших населень Іжорії. Згадки про водь з'являються у літописах з ХІ ст. З входженням воді до Новгородських земель серед цього народу починає поширюватись православ'я. У джерелах XVIII ст. водь відомі також під назвою чудь. Водь переселені у XV ст. Лівонським орденом на латиські землі відомі як кревінги.
Скорочення чисельності воді у середині століття пов'язані з війнами на території Іжорії та поступовою асиміляцією росіянами та іжорою.
З кінця XIX ст. посилюється міграція до промислових центрів.
У минулому — досить великий народ, що дав назву Водській п'ятині Новгородської землі.

## Культура та побут
Розмовляють водською мовою фінно-угорської групи уральсько-юкагірської сім'ї. Самоназва — ва́дьялайн (vadjalain). Традиційні заняття: землеробство, риболовецтво, лісові промисли. У традиційній матеріальній культурі є сильними російські впливи. До початку XIX ст. зберігався традиційний жіночний костюм з жорсткою градацією за віковими категоріями: спідній безрукавний наплічний одяг, у дівчат — лляний білий, у одружених — синя полотняна (зверху коротка кофтина), літні жінки носили одяг схожий на сорочки. Головні убори були виконані з полотна. Жінки водь мали свої характерні фартухи, носили одразу декілька жіночих пасків, спеціальні нагрудники, вишиті прикраси (у тому числі й з бісеру, ниток, мушель). Водь, що мешкали біля річки Луга зверху сорочки носили незшиту спідницю, запозичену у західної іжори. У другій половині XIX століття звичним поміж воді стає російських сарафан. Для воді характерним було спільне варіння пива у населених пунктах як частина культурної традиції. До ХХ ст. серед воді були сильними впливи культових вірувань: культові дерева, джерела та каміння, культ коня та барана.